# 구본능
구본능(具本綾, 1949년 3월 26일~)은 대한민국의 기업인으로 희성그룹 회장이다. 제19·20·21대 한국야구위원회 총재를 지냈다.

## 학력
- 경남중학교 졸업
- 경남고등학교 졸업
- 고려대학교 경영학 학사

## 경력 및 수상
- 1976 LG상사
- 1987 LG전자 이사
- 1988 희성금속 감사
- 1990 상농기업 부사장
- 1992 희성금속 부회장
- 1996. 1.~ 희성그룹 회장
- 2005 대한야구협회 공로상
- 2006 우수자본재개발 금탑산업훈장
- 2006 제11회 일구상 대상
- 2011년 8월~2017년 12월: 제19·20·21대 KBO 총재
- 2022. 2.~ LG트윈스 구단주대행

## 가족 관계
- 조부: 구인회(具仁會)
- 조모: 허을수(許乙壽)
  - 부: 구자경(具滋暻)
  - 모: 하정임
    - 형: 구본무 LG그룹 회장
    - 형수: 김영식
    - 누나: 구훤미
    - 동생: 구본준 LG그룹 부회장
    - 동생: 구미정
    - 동생: 구본식 희성그룹 부회장
      - 자녀: 구연서, 구광모(※구광모는 구본무의 양자로 입적)
- 배우자: 강영혜(사별), 차경숙